# Паддок-Лейк (Вісконсин)
Паддок-Лейк (англ. Paddock Lake) — селище (англ. village) в США, в окрузі Кеноша штату Вісконсин. Населення — 2919 осіб (2020).

## Географія
Паддок-Лейк розташований за координатами 42°34′9″ пн. ш. 88°5′58″ зх. д. / 42.56917° пн. ш. 88.09944° зх. д. (42.569053, -88.099435).  За даними Бюро перепису населення США в 2010 році селище мало площу 8,02 км², з яких 7,40 км² — суходіл та 0,62 км² — водойми.

## Демографія
Згідно з переписом 2010 року, у селищі мешкали 2992 особи в 1125 домогосподарствах у складі 831 родини. Густота населення становила 373 особи/км².  Було 1297 помешкань (162/км²).
Расовий склад населення:
| - 95,5 % — білих - 0,5 % — корінних американців - 0,5 % — чорних або афроамериканців - 0,3 % — азіатів - 0,1 % — вихідців з тихоокеанських островів - 1,4 % — осіб інших рас |

До двох чи більше рас належало 1,7 %. Частка іспаномовних становила 5,2 % від усіх жителів.
За віковим діапазоном населення розподілялося таким чином: 24,7 % — особи молодші 18 років, 66,9 % — особи у віці 18—64 років, 8,4 % — особи у віці 65 років та старші. Медіана віку мешканця становила 37,8 року. На 100 осіб жіночої статі у селищі припадало 101,1 чоловіків;  на 100 жінок у віці від 18 років та старших — 99,3 чоловіків також старших 18 років.
Середній дохід на одне домашнє господарство  становив 72 150 доларів США (медіана — 65 250), а середній дохід на одну сім'ю — 79 130 доларів (медіана — 72 311). Медіана доходів становила 48 197 доларів для чоловіків та 34 798 доларів для жінок. За межею бідності перебувало 11,8 % осіб, у тому числі 18,7 % дітей у віці до 18 років та 2,5 % осіб у віці 65 років та старших.
Цивільне працевлаштоване населення становило 1749 осіб. Основні галузі зайнятості: освіта, охорона здоров'я та соціальна допомога — 18,5 %, виробництво — 17,9 %, роздрібна торгівля — 13,7 %, будівництво — 11,7 %.